# Ostanleger Wangerooge

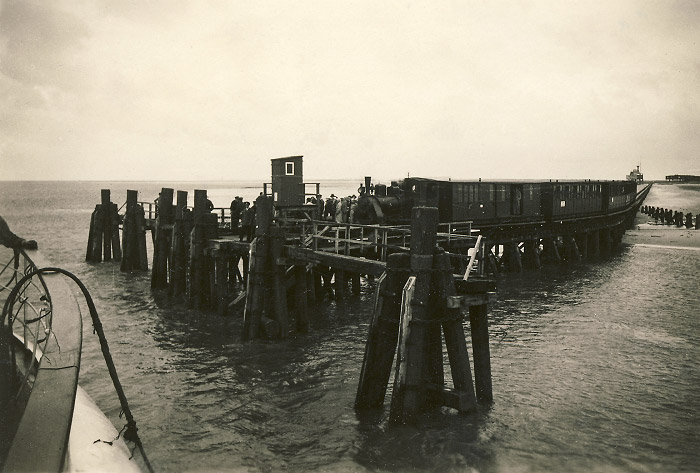
Ostanleger Wangerooge um 1935 mit der Inselbahn

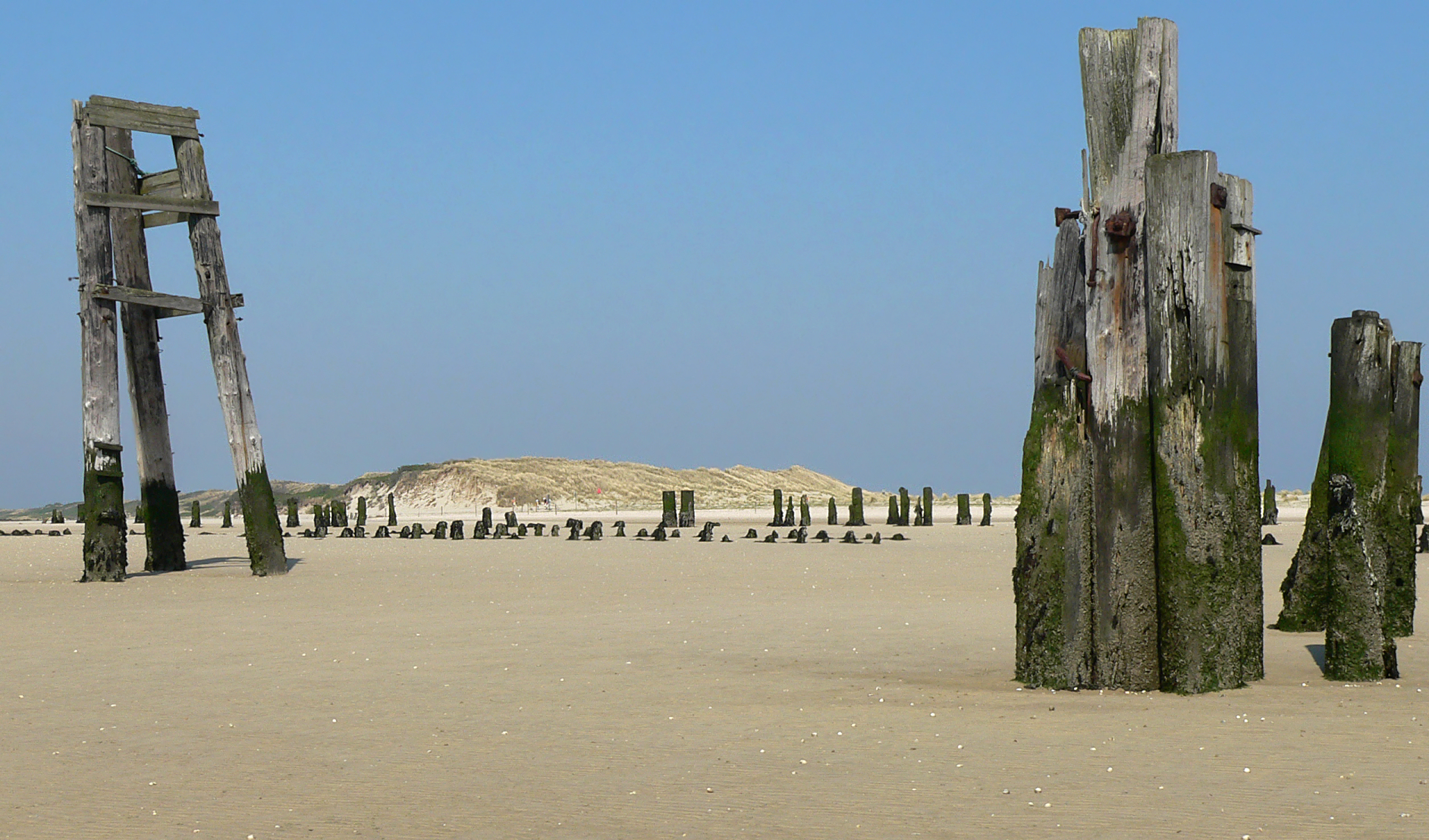
Reste des Ostanlegers im Jahr 2006

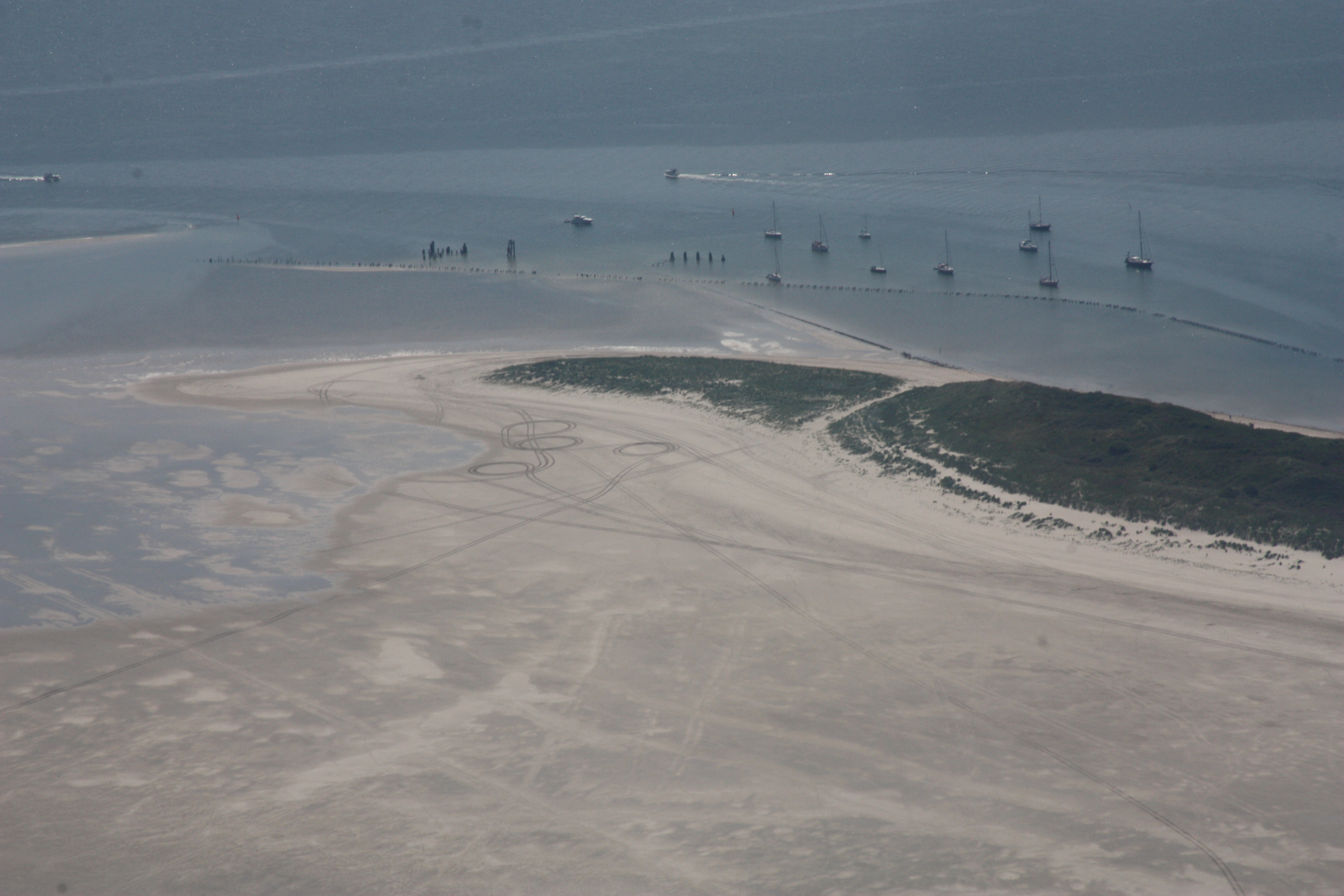
Ostende von Wangerooge mit den Resten des Ostanlegers im Sommer 2010

Der Ostanleger Wangerooge war ein Schiffsanleger auf der ostfriesischen Insel Wangerooge.
Der Ostanleger wurde vom Norddeutschen Lloyd im Jahre 1902 begonnen, der mit großen Schiffen von Wilhelmshaven und Bremerhaven aus die Insel bediente. Er konnte am 4. Juni 1906 in Betrieb genommen werden. Als erstes Schiff machte der Lloyddampfer Delphin an der neuen Brücke fest. Abwechselnd mit dem Raddampfer Lachs entstand zwischen April und September eine fahrplanmäßige Verbindung auf das Festland mit Anschluss an die Schnellzüge nach Bremen und Wilhelmshaven. Dem Verkehr über den Ostanleger lag ein Vertrag zwischen dem Lloyd und der G.O.E. zu Grunde, der mit Beginn des Ersten Weltkriegs erlosch. Alle durch den Lloyd errichteten Anlagen gingen dann in das Eigentum des Großherzogtums Oldenburg über. 1923 übernahm die Gemeinde Wangerooge die Unterhaltung des Ostanlegers. Dieser versandete ständig und musste in den Jahren seines Bestehens bis 1958 insgesamt 12-mal verlängert bzw. umgelegt werden. Er war der zweite Anleger neben dem Westanleger Wangerooge und durch eine 5,43 Kilometer lange Schienenverbindung der Inselbahn mit dem Bahnhof im Inseldorf verbunden. Im Gegensatz zum Anleger an der Westseite der Insel konnte er mit seiner Lage am Seegatt der Blauen Balje tideunabhängig angefahren werden.
Nach dem Zweiten Weltkrieg erreichten die Passagierzahlen Höchstwerte, da die Ausflugsinsel Helgoland noch britisch besetzt war und nicht angelaufen werden durfte. Erst nach 1952 wurde Helgoland für Deutsche wieder zugänglich. Urlauber aus Richtung Wilhelmshaven zogen nun Helgoland vor, der Schiffsverkehr am Ostanleger von Wangerooge ging stark zurück.
An der Ostseite von Wangerooge lagert sich wie bei den anderen Ostfriesischen Inseln viel Sand ab, sodass der Ostanleger durch Versandung immer schlechter angelaufen werden konnte. Da auch Tagesausflügler aus Wilhelmshaven und Bremerhaven zunehmend Helgoland präferierten, lohnten sich die nötigen Baggerungen am Ostanleger nicht mehr. Ab 1955 war die Oststrecke ein Defizitgeschäft und stellte eine Konkurrenz zu der Weststrecke dar. Infolge von geringer Auslastung wurde der Anleger 1958 sich selbst überlassen, die Gleisverbindung zum Dorf wurde abgebaut. Im Watt hinter dem Café Neudeich sind noch alte Schwellen erkennbar; ebenso im Dorf selbst, im Bereich der Siedlerstraße.
In der Zeit, in der der Ostanleger bestand, wurde er im Winter häufig durch Sturmfluten beschädigt und musste immer wieder repariert werden.
Heute ist vom Ostanleger nicht mehr viel übrig. Es existieren noch einige Holzpfähle, die zum Festmachen von Sportbooten genutzt werden.